# Wolekleskarspitze
La Wolekleskarspitze (appelé aussi Woleggleskarspitze, Woleckleskarspitze ou Wolecklesspitze) est une montagne culminant à 2 522 m d'altitude dans les Alpes d'Allgäu, dans le chaînon de Hornbach.

## Géographie
Il se situe à proximité de la Sattelkarspitze, de la Gliegerkarspitze et de la Hintere Jungfrauenspitze, près des communes de Häselgehr et d'Elbigenalp.